# Bisschop van Selby
Bisschop van Selby is een episcopale titel die gebruikt wordt door een hulpbisschop (suffragan bishop) van het anglicaanse aartsbisdom York, in de kerkprovincie York, Engeland. De hulpbisschop heeft geen eigen bisdom, maar bestuurt het aartsdekanaat York. De titel "bisschop van Selby" is afkomstig van het dorp Selby in North Yorkshire. '
Suffragan bishop' dient niet verward te worden met de katholieke term suffragaan bisschop. In de Anglicaanse Kerk worden zowel suffragane bisschoppen als hulpbisschoppen 'suffragan bishop' genoemd. 

## Lijst van bisschoppen van Selby
| Van  | Tot   | Naam             | Opmerkingen                             |
| ---- | ----- | ---------------- | --------------------------------------- |
| 1939 | 1940  | Henry Woollcombe | (1869-1941); eerder bisschop van Whitby |
| 1941 | 1962  | Carey Knyvett    | (1885-1967)                             |
| 1962 | 1971  | Douglas Sargent  | (1907-1979)                             |
| 1972 | 1983  | Morris Maddocks  | (1928-2008)                             |
| 1983 | 1991  | Clifford Barker  | (1926); eerder bisschop van Whitby      |
| 1991 | 2003  | Humphrey Taylor  | (1938)                                  |
| 2003 | heden | Martin Wallace   | (1948)                                  |